# Gulstrupig cettia
Gulstrupig cettia (Cettia castaneocoronata) är en asiatisk fågel i familjen cettisångare inom ordningen tättingar.

## Utseende och läte
Gulstrupig cettia är en mycket liten (8,5-9,5 cm) omisskännlig fågel med extremt kort stjärt. Huvudet är kastanjefärgat medan den är lysande gul på strupen och övre delen av bröstet. Resten av fjäderdräkten är mörkt olivgrön. Bakom ögat syns en liten vit fläck. Sången består av korta fraser: "ti tisu-eii", "tis-tit-ti-wu" eller enklare "si tchui". Bland lätena hörs explosiva "whit" och vassa "tit".

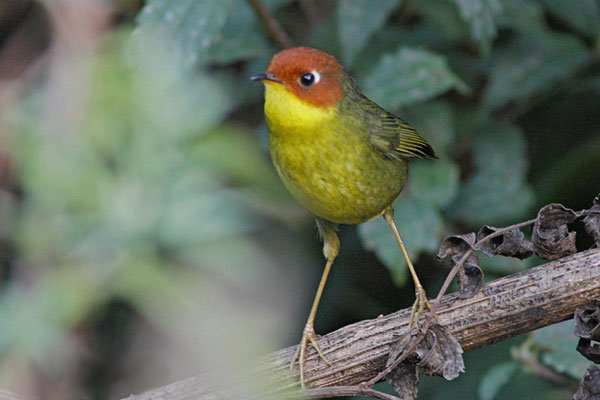

## Utbredning och systematik
Gulstrupig cettia delas in i tre underarter med följande utbredning:
- Cettia castaneocoronata castaneocoronata – förekommer från östra Himalaya till Bangladesh, norra Myanmar, södra Tibet och nordvästra Thailand
- Cettia castaneocoronata ripleyi – sydöstra Tibet till sydvästra Kina (Sichuan och Yunnan)
- Cettia castaneocoronata abadiei – norra Vietnam (nordvästra Tonkin)

### Släktestillhörighet
Tidigare placerades den som ensam art i släktet Oligura eller med tesiorna i Tesia. Men trots det avvikande utseendet visar genetiska studier att den är nära släkt med Cettia, systerart till rostkronad cettia (C. major).

### Familjetillhörighet
Gulstrupig cettia placerades tidigare i den stora familjen sångare (Sylviidae). DNA-studier har dock visat att arterna i familjen inte är varandras närmaste släktingar och har därför delats upp i ett antal mindre familjer. Gulstrupig cettia med släktingar förs idag till familjen cettisångare (Cettiidae eller Scotocercidae) som är nära släkt med den likaledes utbrytna familjen lövsångare (Phylloscopidae) men också med familjen stjärtmesar (Aegithalidae). Även de två afrikanska hyliorna, numera urskilda i egna familjen Hyliidae, anses höra till gruppen.

## Levnadssätt
Gulstrupig cettia påträffas i undervegetation i städsegrön skog, framför allt nära vattendrag, på mellan 950 och 2650 meters höjd. Där lever den mestadels av spindlar och andra ryggradslösa djur och dess larver. I Indien häckar den mellan maj och juli. Den bygger ett klotformat bo som hängs från en liten gren upp till två meter upp från marken och lägger två bruna ägg däri.

## Status och hot
Arten har ett stort utbredningsområde, men tros minska i antal, dock inte tillräckligt kraftigt för att den ska betraktas som hotad. Internationella naturvårdsunionen IUCN listar arten som livskraftig (LC). Världspopulationen har inte uppskattats men den beskrivs som lokalt vanlig.